# Ait Oumdis
Ait Oumdis (en àrab آيت أومديس, Āyt Ūmdīs; en amazic ⴰⵢⵜ ⵓⵎⴷⵉⵙ) és una comuna rural de la província d'Azilal, a la regió de Béni Mellal-Khénifra, al Marroc. Segons el cens de 2014 tenia una població total de 15.408 persones.